# Comtat metropolità

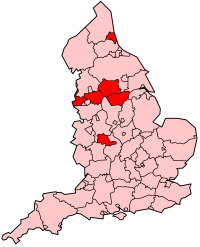
Municipis metropolitans

Un comtat metropolità és un tipus de circumscripció territorial d'Anglaterra a nivell de comtat. Hi ha sis —Gran Manchester, Merseyside, West Midlands, Tyne i Wear, West Yorkshire i South Yorkshire—, alhora dividits en trenta-sis districtes metropolitans amb l'estatut de municipi. Van ser creats per la Llei de Govern Local de 1972, que va entrar en vigor l'1 d'abril de 1974. Posteriorment, els consells d'aquests comtats van ser abolits per la Llei de Govern Local de 1985, que va entrar en vigor l'1 d'abril de 1986, i les seves funcions van ser traspassades als consells dels seus respectius municipis.

## Municipis metropolitans
| Comtat metropolità | Comtat metropolità | Municipis metropolitans                                                                    |
| ------------------ | ------------------ | ------------------------------------------------------------------------------------------ |
| Gran Manchester    | Gran Manchester    | Bolton, Bury, Manchester, Oldham, Rochdale, Salford, Stockport, Tameside, Trafford i Wigan |
| Merseyside         | Merseyside         | Knowsley, Liverpool, Sefton, St. Helens i Wirral                                           |
| South Yorkshire    | South Yorkshire    | Barnsley, Doncaster, Rotherham i Sheffield                                                 |
| Tyne i Wear        | Tyne i Wear        | Gateshead, Newcastle upon Tyne, North Tyneside, Sunderland i South Tyneside                |
| West Midlands      | West Midlands      | Birmingham, Coventry, Dudley, Sandwell, Solihull, Walsall i Wolverhampton                  |
| West Yorkshire     | West Yorkshire     | Bradford, Calderdale, Kirklees, Leeds i Wakefield                                          |